# Иван Франко (класс морских судов)
Иван Франко — класс восьмипалубных морских грузопассажирских судов, строившихся на верфи VEB Mathias Thesen Werft Wismar в Висмаре (ГДР), известный также как проект 301, немецкое обозначение - Seefa 750 (нем. Seefahrgastschiff für 750 Passagiere – морское пассажирское судно на 750 пассажиров). Класс назван по имени построенного в 1964 году головного судна этого проекта Иван Франко.

## История
Морские пассажирские суда этого проекта изготавливались с 1964 по 1972 год  по заказам СССР и всего было построено 5 судов проекта 301, которые стали самыми красивыми  среди морских судов СССР и самыми большими, построенными в послевоенной Германии (ГДР и ФРГ). 
Немецкая верфь VEB Mathias Thesen Werft Wismar строила суда своего собственного проекта, который сменил малые грузопассажирские суда, рассчитанные на 340 пассажиров Seefa 340, класса Михаил Калинин. 3 судна было поставлено в Черноморское морское пароходство - ЧМП (Иван Франко, Тарас Шевченко и Шота Руставели) и 2 судна в Балтийское морское пароходство - БМП. В 1972 году началась модернизация, в ходе которой внутреннее убранство выполнялось в русском, украинском и грузинском стиле. После развала СССР, начиная с 1991 года, суда стали выводить из эксплуатации и продавать за валюту. Но ещё в 1986 году у берегов Новой Зеландии затонул "Михаил Лермонтов", порт приписки Ленинград, Балтийское морское пароходство. Советской публике не сообщали.

В 1964 - 1972 гг. на верфи им. Матиаса Тезена в ГДР были построены для ЧМП и БМП пять судов неограниченного района плавания типа „Иван Франко".
Из них 3 судна: «Иван Франко», «Тарас Шевченко», «Шота Руставели» - поступили в ЧМП, а остальные два: «Александр Пушкин», «Михаил Лермонтов» - в БМП.
Суда типа «Иван Франко» совершали круизные рейсы во всех районах мирового океана. Лайнеры работавшие в ЧМП преимущественно обслуживали Крымско-кавказскую линию и совершали океанские круизные рейсы. Суда БМП обслуживали круизные линии Балтийского и Северного морей с заходом в Лондон и Гавр, позднее линии Ленинград – Монреаль, Ленинград – Нью-Йорк. После закрытия линий в Канаду и США т/х «Александр Пушкин» был передан Дальневосточному морскому пароходству.
Серия пассажирских лайнеров строилась по заказу Министерства морского флота СССР на верфях Германской Демократической Республики. Она состояла из пяти однотипных судов. Головным стал «Иван Франко» (1964), вторым — «Александр Пушкин» (1965), третьим — «Тарас Шевченко» (1966), за ним «Шота Руставели» (1968), завершил серию «Михаил Лермонтов» (1971). «Франко», «Шевченко» и «Руставели» предназначались для ЧМП, а «Пушкин» и «Лермонтов» для Балтийского пароходства.
Суда типа «Иван Франко", несмотря на грузопассажирскую концепцию в 70-е гг. составили основное ядро круизного пассажирского флота. Надежные в эксплуатации они обеспечивали рентабельную работу во всех формах эксплуатации при полной загрузке. Все суда изначально имели черный корпус и белую надстройку. «Родной окрас» в дальнейшем сохранил только «Иван Франко».
В 1972 г. началось переоборудование судов этого типа, которое было продолжено в последующие годы. На первом этапе переоборудования были расширены общественные помещения в результате сокращения грузовой функции, установлены успокоители качки. На втором этапе была дооборудована часть пассажирских кают, не имевшая ранее индивидуальных санблоков и проведена общая модернизация интерьеров кают и общественных помещений. Будучи однотипными по конструкции, лайнеры различались художественным оформлением внутренних помещений.
Суда «Александр Пушкин» и «Михаил Лермонтов» были оформлены в традиционно русском стиле, «Иван Франко», «Тарас Шевченко», «Шота Руставели» в национальном украинском и грузинском стилях.
Суда БМП обслуживали круизные линии Балтийского и Северного морей с заходом в Лондон и Гавр, позднее линии Ленинград – Монреаль, Ленинград – Нью-Йорк.
После закрытия линий в Канаду и США т/х «Александр Пушкин» был передан Дальневосточному морскому пароходству. Длина судна – 176 метров при высоте 39 метров, скорость – 18 узлов, 11 палуб, 738 пассажирских мест и 257 членов экипажа. Судно могло перевозить до 300 автомобилей или бронетехнику.
С 1972 года все пять судов серии начали переоборудовать в соответствии с требованиями фирм фрахтователей. Установили стабилизаторы качки, расширили общественные пассажирские помещения, дооборудовали пассажирские каюты душевыми и туалетными комнатами.
Белый цвет корпуса теплохода стал: Михаил Лермонтов с 1982, Шота Руставели с 1983, Тарас Шевченко с 1988г. Иван Франко и Александр Пушкин проработали с родными именами и первоначальной раскраской корпуса до 1997 и 1993 годов соответственно.
Теплоходы совершали круизные рейсы во всех районах мирового океана. Все лайнеры, работавшие в ЧМП преимущественно, обслуживали Крымско-кавказскую линию и совершали океанские круизные рейсы.
Благодаря капитану тх «Александр Пушкин» Араму Михайловичу Оганову на лайнерах этого типа появилась типография, а потом и на других судах пароходств СССР. 
После развала СССР лайнер "Иван Франко" достался независимой Украине. Его новые собственники не выдержали международной конкуренции, очень быстро обанкротились и в 1997 году лайнер был продан Индии и с побережья Украины отправился на металлолом. Ещё быстрее избавились от "Александра Пушкина" новоиспечённые российские хозяева, судно было продано новым западным владельцам уже в 1991 г.  

## Техническое оснащение
Технические характеристики:
- Фирма-строитель, место - «Матиас Тезен Верфт», ГДР.
- Количество в серии и года постройки - 5 ед, 1964-1972гг.
- Длина - 176,1 м
- Ширина -  23,6 м
- Высота борта – 13,5 м
- Осадка -  8.11 м
- Водоизмещение -  20 000 тонн
- Скорость -  19,9 узлов
- Валовая вместимость,  рег. Т 19018
- Количество палуб – 11.
- Вместимость пассажиров – 700-740 чел.
- Численность экипажа – 300-350 чел.
- Два главных двигателя Зульцер типа 7RD76 разгоняли лайнер до 20 узлов.
- Мощность главных двигателей, л.с – 21000.

Главная силовая установка судна состояла из двух дизельных двигателей Sulzer-Cegielski 7RND76. Судно оснащалось активными стабилизаторами.

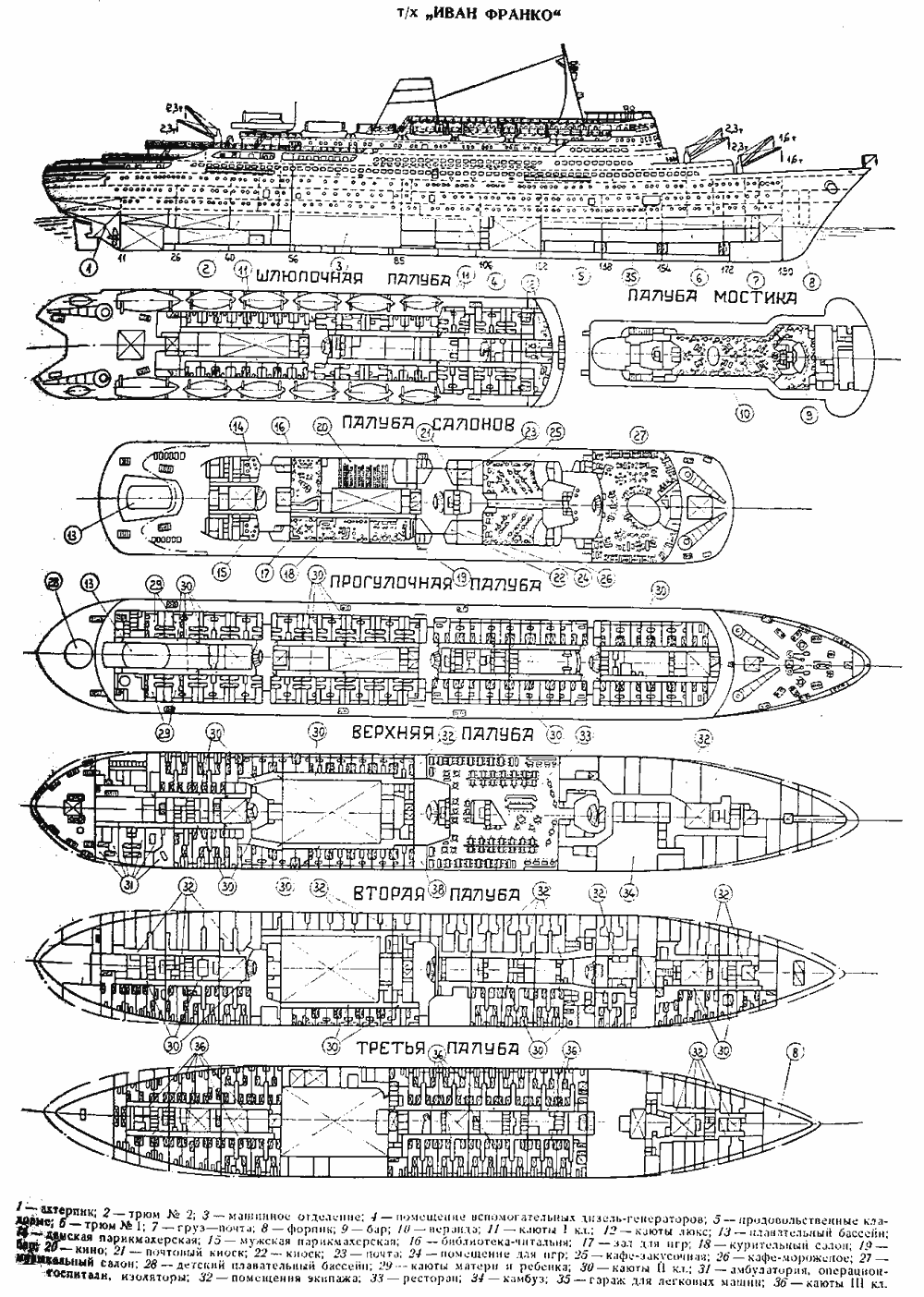
Планы палуб т/х "Иван Франко"

## На борту
Океанские лайнеры пассажировместимостью более 730 мест и возможностью перевозки до 300 автомобилей являлись не только самыми большими среди советских типовых пассажирских судов, но и самыми комфортабельными: оснащённые стабилизаторами качки, имевшими на борту рестораны первого и туристского классов, несколько баров, кинозалы, бассейны для плавания и т. п. 
Суда класса имели около 300 кают: шесть кают «люкс» (четыре двух- и две одноместные), состоящих из салона, спальни и ванной с туалетом, оснащённых бытовым холодильником, письменным и обеденным столом, шкафом и другими предметами, обеспечивающими пассажирам комфорт и уют. Двухместных кают, оборудованных умывальником, насчитывалось свыше 270, из них около 120 двухместных кают имели душ и туалет. Кроме того на судне были и четырёхместные каюты. Каждое судно имело свою типографию с современным полиграфическим оборудованием и множительной техникой.
Из 11 палуб, соединённых тремя лестничными пролетами с вестибюлями на каждой палубе и лифтами, на семи находились пассажирские помещения. 291 каюта судна вмещала 738 пассажиров. 7 баров (включая отдельный бар для членов экипажа), ресторан, 3 бассейна (детский, открытый и крытый), спортивный зал, игровые комнаты, телеграф, кинотеатр, библиотека, парикмахерские, сувенирные лавки, киоски, магазин. 
На верхней палубе судна предусматривалась закрытая веранда с баром на 40 персон и танцевальной площадкой, на третьей палубе располагались: музыкальный салон на 200 мест с танцполом и живой музыкой, четыре бара, сувенирный киоск, почта, телеграф, телефон, валютный магазин «Берёзка», кинотеатр на 120 мест, курительный салон, комната игр, библиотека-читальня, дамская и мужская парикмахерские и закрытый плавательный бассейн. Ресторан на 400 мест располагался на пятой, главной, палубе.

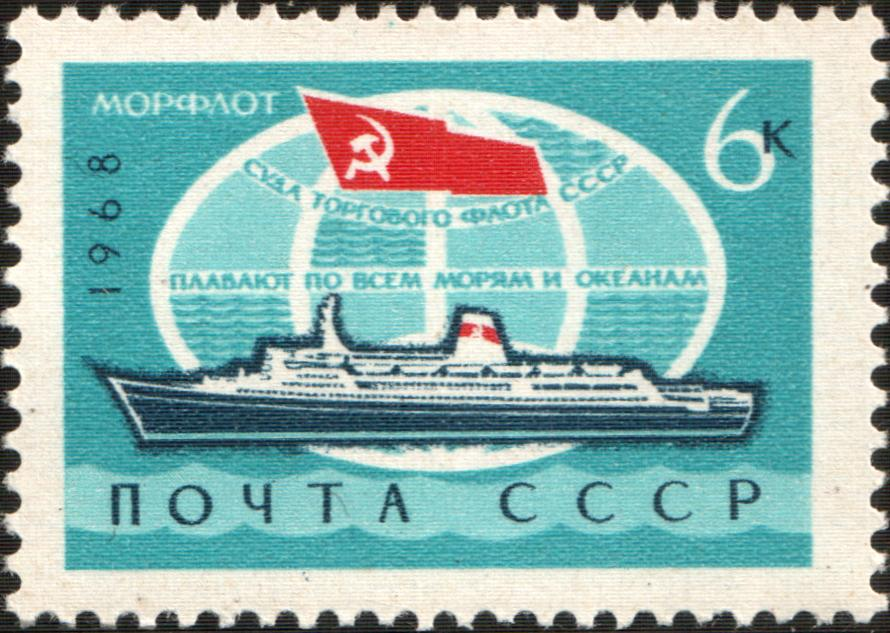
Марка СССР: Теплоход «Иван Франко» на фоне стилизованного изображения глобуса. Серия: Морской флот СССР

В ходе эксплуатации постоянно повышалась комфортабельность кают, расширялись многие общественные помещения и были построены финские бани-сауны. Суда этого класса имели в среднем около 300 кают: шесть кают «люкс» (четыре двух- и две одноместные), состоящих из салона, спальни и ванной с туалетом, оснащённых бытовым холодильником, письменным и обеденным столом, шкафом и другими предметами, обеспечивающими пассажирам комфорт и уют. Двухместных кают, оборудованных умывальником, насчитывалось свыше 270, из них около 120 двухместных кают имели душ и туалет. Кроме того на судне были и четырёхместные каюты. 
Для членов экипажа отводилась часть палуб C, Н и G. с отдельными входами, чтобы пассажиры не могли пересекаться с обслуживающим их персоналом. На двух палубах были расположены информационные бюро, обеспечивающие своевременное уведомление пассажиров о проводимых мероприятиях, ответы на вопросы, вызов обслуживающего персонала и решение организационных вопросов.
Пассажиры обеспечивались полиграфической продукцией, выпускаемой судовой типографией (судовые газеты, программы дня, информационные листы с необходимой на борту информацией о портах заходов, расписание круизов, меню ресторана на день, вин-листы, бар-листы, визитки обслуживающего персонала, указатели, рекламные проспекты). 
На верхней палубе судна предусматривалась закрытая веранда с танцевальной площадкой и баром на 40 персон, на третьей палубе располагались: музыкальный салон на 200 мест, четыре бара, сувенирный киоск, почта, телеграф, телефон, валютный магазин «Берёзка», кинотеатр на 120 мест, курительный салон, комната игр, библиотека-читальня, дамская и мужская парикмахерские и закрытый плавательный бассейн. Ресторан на 400 мест располагался на пятой, главной, палубе.

## Суда проекта 301

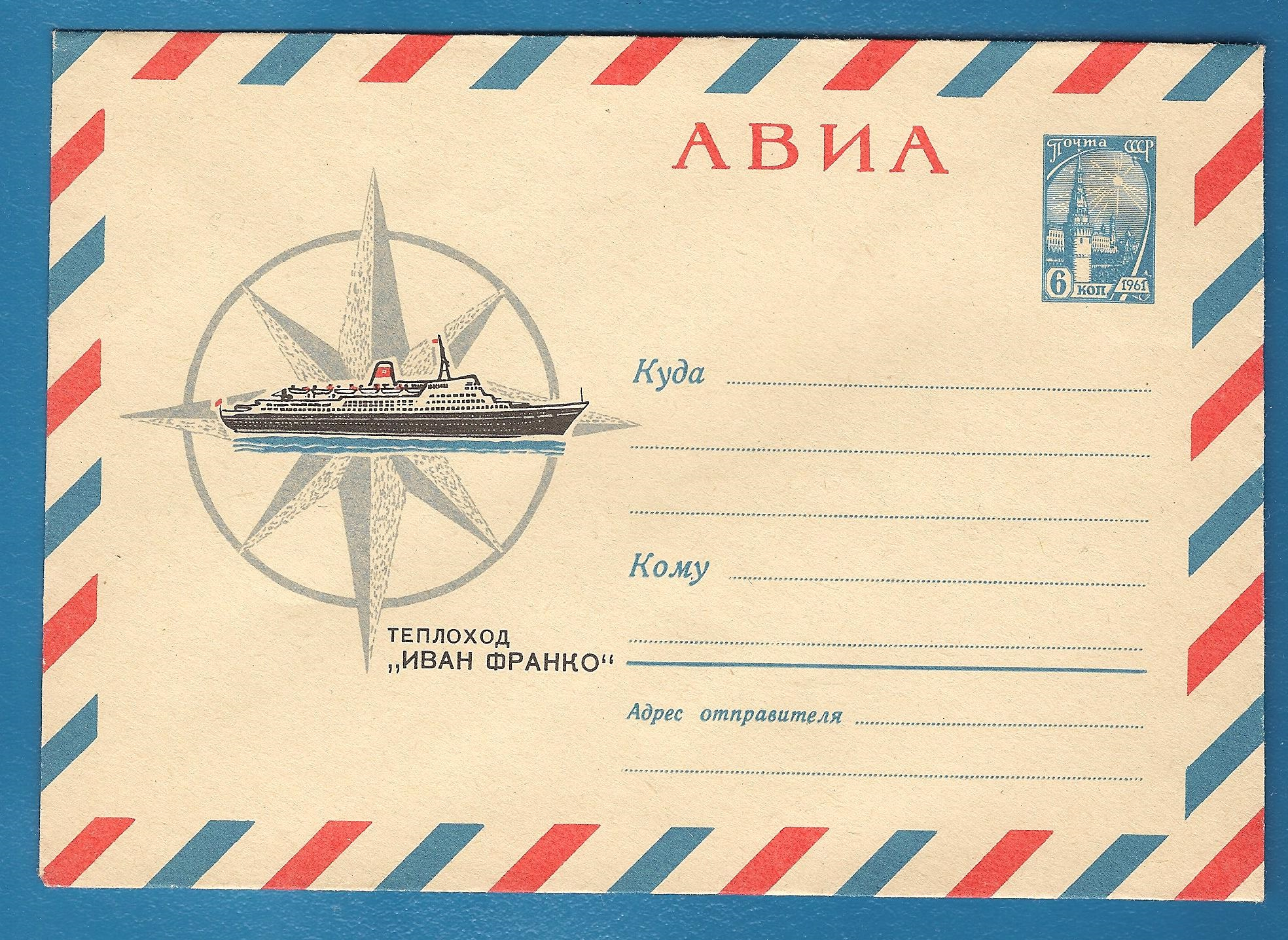
Маркированный конверт «Теплоход "Иван Франко"». 1966 г. Художник А. В. Борисов

В списке приводится первоначальное название судна, его переименование указано в скобках в хронологическом порядке:
Суда проекта 301 
- Иван Франко (Frank)
- Александр Пушкин (Marco Polo)
- Тарас Шевченко (Tara)
- Шота Руставели (Assedo)
- Михаил Лермонтов

## Обзор
Список судов проекта содержит все суда с указанием в примечании первоначального имени:
| Месяц и год постройки | Заводской номер | Фото | Наименование     | Первое пароходство               | Порт приписки                          | Флаг  | Номер IMO | Переименования и статус                                          |
| ноябрь 1964           | 125             |      | Frank            | Черноморское морское пароходство | Одесса → Кингстаун                     | →     | 5415901   | * бывш. Иван Франко; утилизирован в 1997 году                    |
| август 1965           | 126             |      | Marco Polo       | Балтийское морское пароходство   | Ленинград → Владивосток → Нассау       | →     | 6417097   | * бывш. Александр Пушкин; утилизирован в 2021 году               |
| апрель 1966           | 127             |      | Tara             | Черноморское морское пароходство | Одесса → Монровия → Одесса             | → → → | 6508195   | * бывш. Тарас Шевченко; утилизирован в 2005 году                 |
| июнь 1968             | 128             |      | Assedo           | Черноморское морское пароходство | Одесса → Монровия → Одесса → Кингстаун | →     | 6707753   | * бывш. Шота Руставели; утилизирован в 2003 году                 |
| март 1972             | 129             |      | Михаил Лермонтов | Балтийское морское пароходство   | Ленинград                              |       | 7042318   | затонул 16 февраля 1986 года около Gannet Point (Новая Зеландия) |